# Maria Djurkovic
Maria Djurkovic est une décoratrice britannique qui travaille pour le cinéma et la télévision.

## Biographie
Maria Djurkovic a des racines tchèques, russes et monténégrines et passe beaucoup de temps dans l'ex-Yougoslavie dans son enfance. Elle étudie à l'université d'Oxford et commence sa carrière cinématographique au milieu des années 1980.
Elle participe à une trentaine de productions cinématographiques et télévisuelles.
Aux Oscars 2015, avec Tatiana Macdonald (de), elle est nommée dans la catégorie Meilleure conception de production pour son travail sur Imitation Game. Elle est notamment responsable de la réplique de la bombe d'Alan Turing, pour laquelle elle a accès aux archives de Bletchley Park, où Turing et ses collègues ont travaillé au déchiffrement du code Enigma de l'armée allemande pendant la Seconde Guerre mondiale.

## Filmographie

### Film
- 1995 : The Turnaround
- 1995 : Le Manuel d'un jeune empoisonneur
- 1996 : Sweet Angel Mine (en)
- 1997 : Oscar Wilde
- 1998 : Pile et Face
- 1999 : Fanny et Elvis
- 2000 : Billy Elliot
- 2001 : The Grey Zone
- 2002 : The Hours
- 2003 : Sylvia
- 2004 :  La Foire aux vanités
- 2005 : Man to Man
- 2006 : Scoop
- 2007 : Le Rêve de Cassandre
- 2008 : Mamma Mia!
- 2011 : La Taupe
- 2012 : I Missed My Mother's Funeral  (court métrage)
- 2013 : The Invisible Woman
- 2014 : Imitation Game
- 2015 : A Bigger Splash
- 2016 : Gold
- 2017 : Le Bonhomme de neige
- 2018 : Red Sparrow
- 2021 : The Dig
- 2022 : My Policeman
- 2023 : Ferrari

### Télévision
- 1986 : The Singing Detective (en)  (1 épisode)
- 1988 : East of the Moon
- 1992 : No Head for Heights  (court métrage)
- 1993 : Spender (en)  (2 épisodes)
- 1995 : Inspecteur Morse  (1 épisode)
- 1996 : In Your Dreams (en)  (film télévisé)
- 1999 : Citizen Welles (RKO 281) (film télévisé)
- 2002 : Doctor Zhivago (en)  (mini-série)
- 2010 : The Special Relationship  (film télévisé)
- 2018 : The Little Drummer Girl  (mini-série)

## Prix et distinctions
- Prix du cinéma européen du meilleur chef décorateur 2012 pour La Taupe (Tinker, Tailor, Soldier, Spy)

### Nominations
- Oscar du meilleur design de production 2015 pour Imitation Game
- BAFTA Award de la meilleure conception de production pour : 
  - 2012 : La Taupe (Tinker, Tailor, Soldier, Spy)
  - 2015 : Imitation Game (The Imitation Game)[4]
  - 2021 : The Dig